# Мелюкова, Анна Ивановна
Анна Ивановна Мелюкова (14 декабря 1921 г., Москва — 7 марта 2004 г., Москва) — советский российский археолог, доктор исторических наук, исследователь скифских древностей, глава московской школы скифологии.

## Биография
Анна Ивановна Мелюкова родилась в 1921 году в семье скульптора-орнаменталиста И. А. Мелюкова. Отец в 1930-е годы заведовал оформительской мастерской Академии архитектуры, где разрабатывался декор общественных зданий. По словам А. И. Мелюковой, интерес к истории возник под влиянием учителя истории Н. Н. Пикуса. В 1939 году Анна Ивановна поступила в МГУ, на истфак.
В ноябре 1941 года университет эвакуировался из Москвы. Оставшись в Москве, Анна Ивановна работает травильщицей в артели Мосметизсоюза и лепщицей в скульптурно-лепном комбинате «Всекохудожник». Принимала участие в работе «трудового фронта» в Рязанской области: работала на сенозаготовке, заготовке дров для отопления Москвы. Болела малярией.
После возобновления занятий на историческом факультете специализировалась на кафедре археологии. В 1945 году защитила диплом по погребальным сооружениям скифских царских курганов. Училась в аспирантуре истфака МГУ под руководством Б. Н. Гракова. Принимала участие в экспедициях, проводимых Граковым в степной зоне Северного Причерноморья (на Никопольском курганном поле, Каменском городище, Солохинском могильнике). Защитила кандидатскую диссертацию «Вооружение, войско и военное искусство скифов» (1950), впоследствии изданную в серии САИ (1964).
Участвовала в работе Молдавской экспедиции, руководимой Т. С. Пассек. С 1954 года руководила самостоятельным отрядом скифской археологии в составе экспедиции. С 1961 года (более 20 лет) руководила Западно-Скифской экспедицией Института археологии РАН. На основе материалов, собранных за эти годы, была написана монография, защищённая в 1979 году в качестве докторской диссертации «Скифия и фракийский мир».

## Научная деятельность
А. И. Мелюкова являлась ученицей Б. Н. Гракова и развивала многие предложенные им идеи. Сформулированная ими концепция двух археологических культур в Скифии Геродота стала одной из базовых в московской школе скифологов. В область её научных интересов входили скифские археологические памятники от эпохи поздней бронзы до конца скифского периода, что нашло отражение в её публикациях: «Культура предскифского времени лесостепной Молдавии», «Население Нижнего Поднестровья в IV—III вв. до н. э.», «Скифия и фракийский мир» и многие другие, включая большие разделы в книгах «История Молдавской ССР» и «Степи Европейской части СССР в скифо-сарматское время».
В монографии «Скифия и фракийский мир» (1979) были изучены взаимоотношения двух скифов и фракийцев, были выявлены заимствования и в той, и в другой культурах, особенно в аристократической среде. По мнению автора, фракийцы участвовали в формировании чернолесской культуры.
Все собственные раскопанные материалы неизменно вводились А. И. Мелюковой в научный оборот. Кроме того, публиковались материалы дореволюционных раскопок скифских древностей.
Важные обобщения были сделаны в томе «Степи европейской части СССР в скифо-сарматское время» (1989) в серии «Археология СССР», в котором все разделы, прямо или косвенно касающиеся скифов, были написаны А. И. Мелюковой.

## Основные работы
- Античная литературная традиция о скифской непобедимости // КСИИМК. 1949. Вып. 30. С. 105—110.
- Памятники скифского времени на Среднем Днестре // КСИИМК. 1953. Вып. 41. С. 60-73.
- Результаты раскопок на двух поселениях скифского времени в Молдавии // КСИИМК. 1954. Вып. 56. С. 59-68.
- Вооружение скифов. М.: Наука, 1964. 91 с.
- Поселение и могильник скифского времени у села Николаевка. М: Наука, 1975. 259 с.
- Скифия и фракийский мир. М.: Наука, 1979. 256 с.
- Краснокутский курган. М., Наука. 1981.
- Степи европейской части СССР в скифо-сарматское время / отв. ред. А. И. Мелюкова. М.: Наука, 1989. 463 с.
- Проблемы скифо-сарматской археологии: Сб. статей / отв. ред. А. И. Мелюкова. М.: Наука, 1990. 178 с.
- Scythians and sarmatians // Cambridge History of Inner Asia. New York, 1988.
- Первые экспедиции с Б. Н. Граковым // РА. 1999. № 4. (в соавт. с И. В. Яценко)[2]